# José Leonardo Morales
José Leonardo Morales Lares (ur. 7 lipca 1978 w El Tigre) – piłkarz wenezuelski grający na pozycji bramkarza. Od 2007 roku jest zawodnikiem klubu Deportivo Anzoátegui.

## Kariera klubowa
Karierę piłkarską Morales rozpoczął w klubie Nueva Cádiz FC. W sezonie 1998/1999 zadebiutował w jego barwach w wenezuelskiej Primera División. W 2000 roku odszedł do Zulianos FC, a w 2001 roku do Atlético Zulia. Na początku 2002 roku został zawodnikiem Nacionalu Táchira. W sezonie 2001/2002 wywalczył z Nacionalem tytuł mistrza Wenezueli.
Latem 2002 Morales odszedł do Trujillanos FC. W 2003 roku ponownie zmienił klub i przeszedł do Deportivo Táchira. W 2008 roku został z Deportivo mistrzem Wenezueli.
W połowie 2007 roku Morales został zawodnikiem klubu Deportivo Anzoátegui. W 2008 roku zdobył z nim Copa de Venezuela. Latem 2010 został na pół roku wypożyczony do Estudiantes Mérida.
| Sezon   | Klub                 | Kraj      | Rozgrywki        | Mecze | Bramki |
| ------- | -------------------- | --------- | ---------------- | ----- | ------ |
| 1998/99 | Nueva Cádiz FC       | Wenezuela | Primera División | ?     | ?      |
| 1999/00 | Nueva Cádiz FC       | Wenezuela | Primera División | ?     | ?      |
| 2000/01 | Zulianos FC          | Wenezuela | Primera División | ?     | ?      |
| 2001/02 | Atlético Zulia       | Wenezuela | Segunda División | ?     | ?      |
| 2001/02 | Nacional Táchira     | Wenezuela | Primera División | ?     | ?      |
| 2002/03 | Trujillanos FC       | Wenezuela | Primera División | ?     | ?      |
| 2003/04 | Deportivo Táchira    | Wenezuela | Primera División | ?     | ?      |
| 2004/05 | Deportivo Táchira    | Wenezuela | Primera División | ?     | ?      |
| 2005/06 | Deportivo Táchira    | Wenezuela | Primera División | ?     | ?      |
| 2006/07 | Deportivo Táchira    | Wenezuela | Primera División | ?     | ?      |
| 2007/08 | Deportivo Anzoátegui | Wenezuela | Primera División | 34    | 0      |
| 2008/09 | Deportivo Anzoátegui | Wenezuela | Primera División | 20    | 0      |
| 2009/10 | Deportivo Anzoátegui | Wenezuela | Primera División | 31    | 0      |
| 2010/11 | Estudiantes Mérida   | Wenezuela | Primera División | 14    | 0      |
| 2010/11 | Deportivo Anzoátegui | Wenezuela | Primera División | 15    | 0      |
| 2011/12 | Deportivo Anzoátegui | Wenezuela | Primera División |       |        |

## Kariera reprezentacyjna
W reprezentacji Wenezueli Morales zadebiutował w 2000 roku. W 2011 roku zajął z kadrą narodową 4. miejsce w Copa América 2011. Na tym turnieju był rezerwowym bramkarzem dla Renny’ego Vegi i nie rozegrał żadnego meczu.